# LeiKa
Der Leistungskatalog (LeiKa) ist ein Verzeichnis von Verwaltungsleistungen des Bundes, der Länder und Kommunen in Deutschland. Der LeiKa soll eine zentrale Informationsbasis in Form eines Stammtext-Managements zur Verfügung stellen, die von allen Verwaltungsbereichen anwendungs- und vorhabenübergreifend für alle Informations- und Kommunikationskanäle genutzt werden kann.

## Zielsetzung
Der LeiKa stellt bundesweit freigegebene Basisinformationen zu Verwaltungsleistungen bereit. Verwaltungsleistungen von Bund, Ländern und Kommunen werden mit einheitlichen und verbindlichen Leistungsschlüsseln versehen. Bundesweit einheitlich geregelte Verwaltungsleistungen werden nach einem verbindlichen Muster einheitlich beschrieben und qualitätsgesichert. Diese „Stammtexte“ können von Ländern und Kommunen um weitere Informationen, wie Adressen der zuständigen Stellen vor Ort sowie regionale Regelungen und Besonderheiten, ergänzt werden.

## Inhalt
Mit Stand 30. Juni 2021 gab es einen Bestand von 8557 Einträgen im Katalog des Bausteins Leistungen. Dies umfasst alle drei Arten: Leistungsobjekte, Leistungsobjekte mit Verrichtungskennung sowie Leistungsobjekte mit Verrichtungskennung und Detail.

## Systematik

### Innere Systematik
Der LeiKa folgt der Logik, dass eine Verwaltungsleistung aus einem Leistungsobjekt (z. B. Personalausweis, Führerschein) und der hieran ausgeführten Verrichtung (Ausstellung, Änderung, Ersatz) besteht. Die Verrichtung entspricht hierbei der Leistung, die die Behörde gegenüber dem Bürger erbringt. Ergänzt wird diese Definition in einigen Fällen um Verrichtungsdetails, die die Verrichtung insbesondere in Bezug auf verschiedene Verfahrensabläufe, Zielgruppen oder Ausnahmen innerhalb einer Leistung spezifizieren.
Das Leistungsobjekt beantwortet die Frage „Worum geht es?“ (Führerschein), während die Verrichtung die Frage „Was tut die Verwaltung?“ (Änderung) beantwortet.

### Schlüsselsystematik

LeiKa 2.0-Schlüssel

Die inhaltliche Systematik des LeiKa wird ebenfalls über den LeiKa-Schlüssel abgebildet. Der LeiKa-Schlüssel ist eine 14-stellige, in vier Bereiche und eine Instanz gegliederte Zahlenfolge, die zur eindeutigen Identifizierung einer Verwaltungsleistung und deren Herkunft verwendet werden kann. Ziel dieser Schlüsselsystematik ist die eindeutige numerische Identifizierung und Vergleichbarkeit von Verwaltungsleistungen.
Nicht verwendete Bereiche werden durch den Platzhalter „000“ gekennzeichnet.

#### Instanz
Die Instanz-Kennung, welche den Stellen eins und zwei des LeiKa-Schlüssels entspricht, ermöglicht die Ermittlung des Urhebers des Leistungsschlüssels. Von der Geschäfts- und Koordinierungsstelle LeiKa.DE bundeseinheitlich vorgegebene Schlüssel werden mit der Kennung „99“ versehen. Die Kennzeichnung von landesspezifischen Leistungskatalogen erfolgt gemäß Länderkennung des Amtlichen Gemeindeschlüssels.

#### Leistungsobjekt
Das Leistungsobjekt bezieht sich unmittelbar auf einen rechtlichen Regelungsgegenstand und stellt somit die Grundlage für das Verwaltungshandeln (= Verrichtung) dar.

##### Leistungsgruppierung
Die Leistungsgruppierungen erfüllen eine interne Systematisierungsfunktion und ermöglichen zugleich eine eindeutige Identifizierung von Leistungen für Fremdsysteme. Die Leistungsgruppierungen haben keinen Einfluss auf die Bildung einer Leistungsbezeichnung. Leistungsgruppierungen innerhalb des Intervalls 001–899 werden von der Geschäfts- und Koordinierungsstelle LeiKa.DE bundesweit einheitlich vergeben. Das Intervall 900–999 steht jedem Bundesland unter Nutzung der eigenen Instanz-Kennung frei zur Verfügung.

##### Leistungskennung
Die Leistungskennung ist das zentrale Merkmal eines Leistungsobjektes und stellt den Regelungsgegenstand einer Leistung dar. Wie die Leistungsgruppierungen werden auch Leistungskennungen innerhalb des Intervalls 001–899 von der Geschäfts- und Koordinierungsstelle LeiKa.DE bundesweit einheitlich vergeben. Das Intervall 900–999 steht jedem Bundesland unter Nutzung der eigenen Instanz-Kennung frei zur Verfügung.

#### Verrichtung
Verrichtungen beschreiben, welches Verwaltungshandeln an einem Leistungsobjekt durchgeführt wird. Wird keine Verrichtung zu einem Leistungsobjekt beschrieben, so enthalten die Bereiche 3 und 4 des LeiKa-Schlüssels jeweils den Platzhalter „000“.

##### Verrichtungskennung
Die Verrichtungskennung beschreibt das Ergebnis des Verwaltungshandelns in Bezug auf das Leistungsobjekt.
Verrichtungskennungen werden im LeiKa standardisiert vorgegeben. Das Intervall 900–999 steht jedem Bundesland unter Nutzung der eigenen Instanz-Kennung frei zur Verfügung.

##### Verrichtungsdetail
Das Verrichtungsdetail spezifiziert die Verrichtungskennung insbesondere in Bezug auf verschiedene Verfahrensabläufe, Zielgruppen oder Ausnahmen innerhalb einer Leistung. Verrichtungsdetails innerhalb des Intervalls 001–899 werden von der Geschäfts- und Koordinierungsstelle LeiKa.DE bundesweit einheitlich vergeben. Das Intervall 900–999 steht jedem Bundesland unter Nutzung der eigenen Instanz-Kennung frei zur Verfügung.

### Inhaltliche Beschreibung von Leistungen
Leistungen im LeiKa werden modular beschrieben. Ein sogenannter Stammtext setzt sich aus 23 Modulen zusammen und teilt sich in LeiKa-Schlüssel (Modul 1), Leistungsbeschreibung (Module 2–21) und Zuständigkeit (Module 22–23) auf. Im Stammtext werden nur die Teile einer Leistung beschrieben, die bundesweit einheitlich geregelt sind. Jedes einzelne Modul kann durch Nachnutzer (vor allem Länder und Kommunen) durch eigene Informationen ergänzt oder ersetzt werden.

#### Module des LeiKa
| Modul                                       | Inhalt |
| ------------------------------------------- | --- |
| (1) LeiKa-Schlüssel                         | Leistungsnummer gemäß LeiKa |
| (2) Leistungsbezeichnung                    | Bezeichnung gemäß LeiKa |
| (3) Leistungsbezeichnung II (Leistungsname) | bürgerorientierte Leistungsbezeichnung |
| (4) Begriffe im Kontext                     | Synonyme, Schlagworte |
| (5) Kurztext                                | Kurzbeschreibung der Leistung (Zielgruppe: Servicecenter-Mitarbeiter) |
| (6) Volltext                                | Ausführliche Beschreibung der Leistung in Bürgersprache (Zielgruppe: Bürger) |
| (7) Rechtsgrundlage(n)                      | Verweise (Links) auf Rechtsquellen |
| (8) erforderliche Unterlagen                | Auflistung der regelmäßig erforderlichen Unterlagen bzw. Dokumente |
| (9) Voraussetzungen                         | Voraussetzungen sind Tatbestandsmerkmale der gesetzlichen Regelung des Leistungsobjektes. Es handelt sich somit um Voraussetzungen, die einzeln erfüllt sein müssen, damit der Tatbestand zutrifft und die Rechtsfolge eintritt. |
| (10) Kosten (Gebühren, Auslagen etc.)       | soweit zutreffend: konkreter Betrag oder Gebührenspanne von/bis |
| (11) Verfahrensablauf                       | Skizze zum Ablauf des Verwaltungsverfahrens (Prozess) |
| (12) Bearbeitungsdauer                      | Angaben zur durchschnittlichen Bearbeitungsdauer |
| (13) Fristen                                | Angaben zu Fristen, die der Bürger einhalten muss, um die Leistung in Anspruch nehmen zu können. |
| (14) Formulare                              | Zusammenstellung benötigter Formulare, ggf. als Verweis (Link) |
| (15) weiterführende Informationen           | z. B. Links auf Publikationen (Broschüren, Datenträger etc.) |
| (16) Hinweise (Besonderheiten)              | Hinweise, die im Zusammenhang mit der Leistung beachtet werden sollten |
| (17) letzte Aktualisierung                  | Datum der letzten Veröffentlichung |
| (18) Urheber                                | Urheber der letzten Veröffentlichung |
| (19) fachlich freigegeben durch             | freigebende Stelle, z. B. Ressort/Fachreferat |
| (20) fachlich freigegeben am                | Datum der fachlichen Freigabe |
| (21) Typisierung                            | Regelungs- und Vollzugszuständigkeit der Leistung |
| (22) zuständige Stelle                      | Angabe der örtlich und sachlich zuständigen Stelle |
| (23) Ansprechpunkt                          | Angabe des/der Ansprechpunkte(s) für den Bürger |

## Entstehung
Im Rahmen von Deutschland Online (DOL), der nationalen E-Government-Strategie von Bund, Ländern und Kommunen, hatten die Regierungschefs von Bund und Ländern das Vorhaben „Verbund Internetportale/Zuständigkeitsfinder“ verabschiedet. Die mit dieser Aufgabenstellung betraute Vorhabengruppe hatte eine Unterarbeitsgruppe beauftragt, einen Leistungskatalog (LeiKa) zu erarbeiten.
Dieser Auftrag erging im Lichte der Erkenntnis, dass der LeiKa eine wichtige Grundlage für die Mehrfachnutzung der Inhalte in verschiedenen Vorhaben (Umsetzung der EU-Dienstleistungsrichtlinie, einheitliche Behördenrufnummer D115, zentraler Zuständigkeitsfinder) auf Ebene der Kommunen, der Länder und des Bundes in Sinne des KoopA-Beschlusses vom 6./7. Dezember 2007 darstellt.
Basierend auf den Arbeiten der DOL-Vorhabensgruppe „Verbund der Internetportale“ und entsprechender Beschlüsse hatte der Kooperationsausschuss Automatisierte Datenverarbeitung (KoopA ADV) im April 2008 festgelegt, den von der Vorhabensgruppe entwickelten Katalog von Verwaltungsleistungen (LeiKa) dauerhaft für eGovernment-Anwendungen nutzbar zu machen.
Mit Schaffung des IT-Planungsrates, der im Jahr 2010 den KoopA ADV als Steuerungsgremium ablöste, trat die Ländervereinbarung LeiKa-plus außer Kraft. LeiKa wurde von einem Bund-Länder-Projekt zu einer Daueranwendung des IT-Planungsrates unter der Federführung Sachsen-Anhalts. Gesteuert wird die Anwendung durch eine Fachgruppe, der Vertreter aller Bundesländer und des Bundes angehören. Die redaktionelle Pflege sowie Abstimmungen mit verwandten Verfahren obliegen der in Magdeburg verorteten Geschäfts- und Koordinierungsstelle LeiKa.

## Belege
1. 1 2  IT-Planungsrat: Handbuch LeiKa-plus. Hrsg.: Föderales Informationsmanagement. (fimportal.de [PDF]).
2. ↑  koopa.de. Archiviert vom Original (nicht mehr online verfügbar) am 14. September 2009; abgerufen am 21. Februar 2020.
3. ↑  gk-leika.de: GK LeiKa. 29. Oktober 2016, archiviert vom Original (nicht mehr online verfügbar) am 29. Oktober 2016; abgerufen am 25. Februar 2020.